# Фокс Лејк (Висконсин)
Фокс Лејк (енгл. Fox Lake) град је у америчкој савезној држави Висконсин.

## Демографија
По попису из 2010. године број становника је 1.519, што је 65 (4,5%) становника више него 2000. године.
| Група             | 2000.         | 2010.         |
| Белци             | 1.379 (94,8%) | 1.466 (96,5%) |
| Афроамериканци    | 11 (0,8%)     | 4 (0,3%)      |
| Азијати           | 3 (0,2%)      | 4 (0,3%)      |
| Хиспаноамериканци | 51 (3,5%)     | 36 (2,4%)     |
| Укупно            | 1.454         | 1.519         |